# Táborfalva
Táborfalva is een plaats (község) en gemeente in het Hongaarse comitaat Pest. Táborfalva telt 3423 inwoners (2001).